# Luis Lamas
Luis María Galo de la Santísima Trinidad Lamas Reguera (1793 o 1798 - Rosario, Argentina, 4 de septiembre de 1864) fue un político uruguayo, integrante de la Asamblea General Constituyente y Legislativa del Estado entre noviembre de 1828 y junio de 1830, en representación de la ciudad de Montevideo. 
Jefe Político y de Policía de Montevideo entre agosto de 1831 y marzo de 1835, durante la Guerra Grande fue partidario de Fructuoso Rivera al sublevarse este contra el presidente Manuel Oribe en 1836.
Era senador por el departamento de Canelones en 1854 cuando se produjo la Rebelión de los Conservadores, fue proclamado presidente por estos, que controlaban la ciudad de Montevideo, el 29 de agosto de 1855. Su efímero gobierno tan solo se prolongó por dos semanas, hasta el 10 de septiembre de aquel año.
Retornó luego a su banca en el Senado, ocupando otros cargos de gobierno hasta 1860, en que pasó a residir en la ciudad argentina de Rosario.
Su hijo, Andrés Lamas, fue un político, escritor, diplomático, historiador y coleccionista uruguayo.
Su nieto, también llamado Luis Lamas, fue jefe político de la Ciudad de Rosario, Argentina, desde el 21 de febrero de 1898 al 19 de febrero de 1904.